# Royal Sporting Club Anderlecht (femminile)
Il Royal Sporting Club Anderlecht (in fiammingo Koninklijk Sporting Club Anderlist), RSC Anderlecht o, più brevemente, Anderlecht, è una squadra di calcio femminile, sezione dell'omonima società polisportiva belga di Anderlecht, nei pressi di Bruxelles.
Ha vinto la Super League belga per sette edizioni consecutive dal 2018 al 2024, nonché campione del Belgio per 11 volte nella sua storia.

## Palmarès
- Campionato belga: 11

1986-1987, 1994-1995, 1996-1997, 1997-1998, 2017-2018, 2018-2019, 2019-2020, 2020-2021, 2021-2022, 2022-2023, 2023-2024
- Coppa del Belgio: 11

1983-1984, 1984-1985, 1986-1987, 1990-1991, 1993-1994, 1995-1996, 1997-1998, 1998-1999, 2004-2005, 2012-2013, 2021-2022
- Supercoppa belga femminile: 3

1995, 1996, 1997

## Organico

### Rosa 2021-2022
Rosa, ruoli e numeri di maglia come da sito ufficiale, aggiornati al 14 aprile 2022.
| N. |                    | Ruolo | Calciatrice        |
| -- | ------------------ | ----- | ------------------ |
| 1  | Belgio (bandiera)  | P     | Hazel Engelen      |
| 2  | Belgio (bandiera)  | D     | Michelle Colson    |
| 3  | Belgio (bandiera)  | A     | Ella Van Kerkhoven |
| 5  | Belgio (bandiera)  | D     | Louise Wijns       |
| 6  | Belgio (bandiera)  | D     | Lauren Huys        |
| 8  | Belgio (bandiera)  | D     | Laura De Neve      |
| 9  | Belgio (bandiera)  | A     | Amber Maximus      |
| 10 | Romania (bandiera) | C     | Ștefania Vătafu    |
| 11 | Belgio (bandiera)  | A     | Sarah Wijnants     |
| 13 | Belgio (bandiera)  | P     | Justien Odeurs     |

| N. |                   | Ruolo | Calciatrice          |
| -- | ----------------- | ----- | -------------------- |
| 14 | Belgio (bandiera) | D     | Laura Deloose        |
| 15 | Belgio (bandiera) | C     | Marie Van Caesbroeck |
| 17 | Belgio (bandiera) | C     | Jenna Van De Keere   |
| 18 | Belgio (bandiera) | C     | Noémie Gelders       |
| 19 | Belgio (bandiera) | A     | Mariam Toloba        |
| 20 | Belgio (bandiera) | C     | Charlotte Tison      |
| 23 | Belgio (bandiera) | C     | Iman Galai           |
| 25 | Belgio (bandiera) | D     | Silke Speeckaert     |
| 26 | Belgio (bandiera) | C     | Jarne Teulings       |
| 27 | Belgio (bandiera) | A     | Tessa Wullaert       |

### Rosa 2020-2021
| N. |                    | Ruolo | Calciatrice       |
| -- | ------------------ | ----- | ----------------- |
| 1  | Belgio (bandiera)  | P     | Lowiese Seynhaeve |
| 2  | Belgio (bandiera)  | D     | Michelle Colson   |
| 3  | Belgio (bandiera)  | D     | Lauren Huys       |
| 4  | Belgio (bandiera)  | D     | Britt Vanhamel    |
| 5  | Belgio (bandiera)  | D     | Louise Wijns      |
| 6  | Belgio (bandiera)  | C     | Tine De Caigny    |
| 7  | Belgio (bandiera)  | A     | Elke Van Gorp     |
| 8  | Belgio (bandiera)  | D     | Laura De Neve     |
| 9  | Belgio (bandiera)  | A     | Amber Maximus     |
| 10 | Romania (bandiera) | C     | Ștefania Vătafu   |
| 11 | Belgio (bandiera)  | A     | Sarah Wijnants    |

| N. |                   | Ruolo | Calciatrice          |
| -- | ----------------- | ----- | -------------------- |
| 12 | Belgio (bandiera) | C     | Kassandra Missipo    |
| 13 | Belgio (bandiera) | P     | Justien Odeurs       |
| 14 | Belgio (bandiera) | D     | Laura Deloose        |
| 15 | Belgio (bandiera) | C     | Marie Van Caesbroeck |
| 16 | Belgio (bandiera) | C     | Jarne Teulings       |
| 17 | Belgio (bandiera) | A     | Silke Leynen         |
| 19 | Belgio (bandiera) | A     | Mariam Toloba        |
| 20 | Belgio (bandiera) | C     | Charlotte Tison      |
| 21 | Belgio (bandiera) | A     | Sakina Diki Ouzraoui |
| 22 | Belgio (bandiera) | P     | Estelle Loos         |
| 27 | Belgio (bandiera) | A     | Tessa Wullaert       |

### Rosa 2019-2020
Rosa, ruoli e numeri di maglia come da sito ufficiale e UEFA.com, aggiornati al 14 agosto 2019.
| N. |                    | Ruolo | Calciatrice       |
| -- | ------------------ | ----- | ----------------- |
| 1  | Belgio (bandiera)  | P     | Lowiese Seynhaeve |
| 2  | Belgio (bandiera)  | D     | Michelle Colson   |
| 3  | Belgio (bandiera)  | D     | Silke Speeckaert  |
| 4  | Belgio (bandiera)  | D     | Britt Vanhamel    |
| 5  | Belgio (bandiera)  | D     | Sheryl Merchiers  |
| 6  | Belgio (bandiera)  | C     | Tine De Caigny    |
| 7  | Belgio (bandiera)  | A     | Elke Van Gorp     |
| 8  | Belgio (bandiera)  | D     | Laura De Neve     |
| 9  | Belgio (bandiera)  | A     | Jana Coryn        |
| 10 | Romania (bandiera) | C     | Ștefania Vătafu   |
| 11 | Belgio (bandiera)  | A     | Sarah Wijnants    |

| N. |                       | Ruolo | Calciatrice          |
| -- | --------------------- | ----- | -------------------- |
| 12 | Belgio (bandiera)     | P     | Estelle Loos         |
| 13 | Belgio (bandiera)     | P     | Justien Odeurs       |
| 14 | Belgio (bandiera)     | D     | Laura Deloose        |
| 15 | Belgio (bandiera)     | C     | Marie Van Caesbroeck |
| 16 | Portogallo (bandiera) | C     | Solange Carvalhas    |
| 17 | Romania (bandiera)    | A     | Laura Rus            |
| 18 | Belgio (bandiera)     | C     | Sien Muylaert        |
| 19 | Belgio (bandiera)     | A     | Mariam Toloba        |
| 20 | Belgio (bandiera)     | C     | Charlotte Tison      |
| 21 | Belgio (bandiera)     | A     | Sakina Diki Ouzraoui |
| 22 | Belgio (bandiera)     | C     | Ulrike De Frère      |